# ماركوس إنغفارتسن
ماركوس إنغفارتسن (بالدنماركية: Marcus Ingvartsen)‏ (4 يناير 1996 في الدنمارك - ) هو لاعب كرة قدم دانمركي في مركز الهجوم. شارك مع منتخب الدنمارك تحت 17 سنة لكرة القدم ومنتخب الدنمارك تحت 19 سنة لكرة القدم ومنتخب الدنمارك تحت 21 سنة لكرة القدم. أما مع النوادي، فقد لعب مع نادي نوردشيلاند.

## روابط خارجية
- ماركوس إنغفارتسن على موقع الاتحاد الدولي (مؤرشف)  (الإنجليزية)
- ماركوس إنغفارتسن على موقع الاتحاد الأوربي (الإنجليزية)
- ماركوس إنغفارتسن على موقع الدوري الأمريكي (الإنجليزية)
- ماركوس إنغفارتسن على موقع قاعدة بيانات كرة القدم.إي يو (الإنجليزية)
- ماركوس إنغفارتسن على موقع ناشيونال فوتبول تيمز (الإنجليزية)
- ماركوس إنغفارتسن على موقع Soccerway.com (الإنجليزية)
- ماركوس إنغفارتسن على موقع عالم كرة القدم.نت (الإنجليزية)